# Cal·ligrama

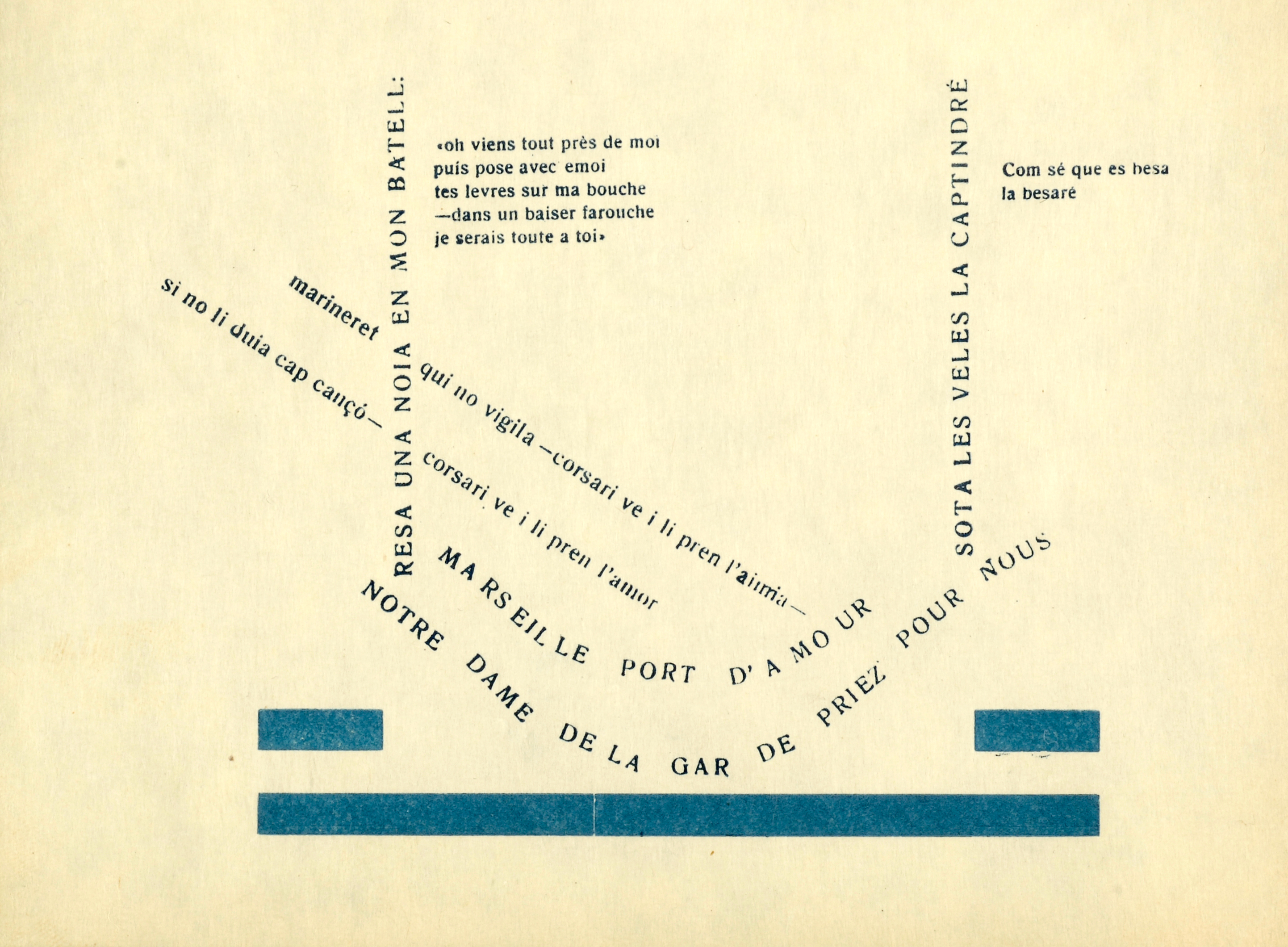
Cal·ligrama 2 del llibre El poema de la rosa als llavis (1923) de Joan Salvat-Papasseit

Un cal·ligrama és un tipus de poema visual. És un text, de vegades tan sols una frase o paraula, generalment poètic, en què s'utilitza la disposició de les paraules, la tipografia o la cal·ligrafia per tal de representar el contingut del poema. Les paraules que componen el poema dibuixen o formen un personatge, un animal, un paisatge o qualsevol objecte imaginable. El terme prové del francès calligramme. Hi ha molts exemples de cal·ligrames en cultures antigues, com ara els antics grecs. Els primers cal·ligrames coneguts pertanyen als poetes grecs del període hel·lenístic (segles IV-III aC). Aquesta manera de representar la poesia s'anomenava en grec technopaegnia i en llatí carmina figurata.

## Artistes destacats

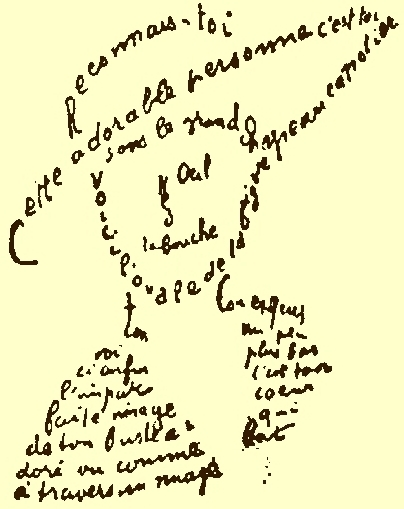
Cal·ligrama de Guillaume Apollinaire

El poeta avantguardista francès Guillaume Apollinaire va ser un famós creador de cal·ligrames, i els va posar de moda a principis del segle xx.
Dins la literatura catalana, destaquen com a autors de cal·ligrames Joan Salvat-Papasseit (especialment al seu primer llibre, Poemes en ondes hertzianes), Rafael Nogueras i Oller, Josep Maria Junoy, Joaquim Folguera, Carles Sindreu i Joan Brossa.
La literatura hispànica inclou interessants autors de cal·ligrames, entre d'altres, el mexicà Juan José Tablada, el cubà Guillermo Cabrera Infante, l'argentí Oliverio Girondo o l'uruguaià Francisco Acuña de Figueroa.
En la literatura anglesa, hi ha, per exemple, Lewis Carroll.
També trobem molts exemples de cal·ligrames en cultures molt distintes de l'antiguitat, com la hindú, l'àrab o l'hel·lenística, com també en la literatura europea des del segle xvii.